# 吳克昌
吳克昌（？年—？年），字祉蕃，四川省資州直隸州井研縣東十里丞相場中堂井人，祖籍山東，明初由墊江縣遷居井研縣，同治十三年甲戌科進士。其子吳嘉謨是光緒二十九年癸卯補行辛丑壬寅恩正併科進士。

## 生平
廩生，同治庚午科舉人，甲戌進士，籤分直隸即用知縣，補授順天府房山縣知縣，調補武清縣知縣，歷署宛平縣、良鄉縣、寧河縣等縣知縣，欽加同知銜加三級，覃恩加一級，敕授文林郎，誥授奉政大夫。著有《恕德堂全集》共十二卷、《塞上吟》一卷、《今古詩存》二卷、《漢易識別》、《恕德堂劄記稿》